# Кармінник
Кармі́нник (Phoenicircus) — рід горобцеподібних птахів родини котингових (Cotingidae). Представники цього роду мешкають в Амазонії.

## Види
Виділяють два види:
- Кармінник східний (Phoenicircus carnifex)
- Кармінник західний (Phoenicircus nigricollis)

## Етимологія
Наукова назва роду Phoenicircus походить від сполучення слів дав.-гр. φοινιξ — пурпуровий, червоний і κερκος — хвіст.